# Osmia ariadne
Osmia ariadne là một loài Hymenoptera trong họ Megachilidae. Loài này được Peters mô tả khoa học năm 1978.